# Фишер (Луизијана)
Фишер (енгл. Fisher) град је у америчкој савезној држави Луизијана.

## Демографија
По попису из 2010. године број становника је 230, што је 38 (-14,2%) становника мање него 2000. године.
| Група             | 2000.       | 2010.       |
| Белци             | 175 (65,3%) | 147 (63,9%) |
| Афроамериканци    | 84 (31,3%)  | 72 (31,3%)  |
| Азијати           | 0 (0,0%)    | 0 (0,0%)    |
| Хиспаноамериканци | 6 (2,2%)    | 7 (3,0%)    |
| Укупно            | 268         | 230         |